# 白馬站 (日本)
白馬站（日语：／ Hakuba eki */?）是位於長野縣北安曇郡白馬村大字北城四谷，東日本旅客鐵道（JR東日本）的大糸線車站。車站編號是13。事務管碼是▲510628。
另外，曾經計劃興建連接長野市南長野站（廢站）至此站之間的善光寺白馬電鐵線。

## 車站構造
車站是一座地面車站，設有1面1線的單式月台和1面2線島式月台，可進行列車交會。各月台之間設有跨線橋連接。曾經在3號月台外側（東邊）設有1從條已電氣化的留置線，在2005年已經撤走。
此站是直營車站和管理車站。管理白馬村內的4站（南神城站、神城站、飯森站、信濃森上站）。此站設有對話指定席售票機和自動售票機。
隨著決定舉行長野奧運，車站大樓在1996年進行翻新。現時車站大樓是以箱形木屋風設計，配合北阿爾卑斯景觀，大樓屋頂中央設計為三角形。車站大樓2樓部分在翻新前為讓登山客留宿的簡易宿泊設施「Ester」。在翻新後變成由JR東日本酒店管理的長期住宿設施「福克洛羅白馬」，該設施在2006年9月30日結業。

### 月台
| 月台    | 路線    | 上下行 | 方向               |
| ------- | ------- | ------ | ------------------ |
| 1、2、3 | ■大糸線 | 上行   | 信濃大町、松本方向 |
| 1、2、3 | ■大糸線 | 下行   | 南小谷方向         |

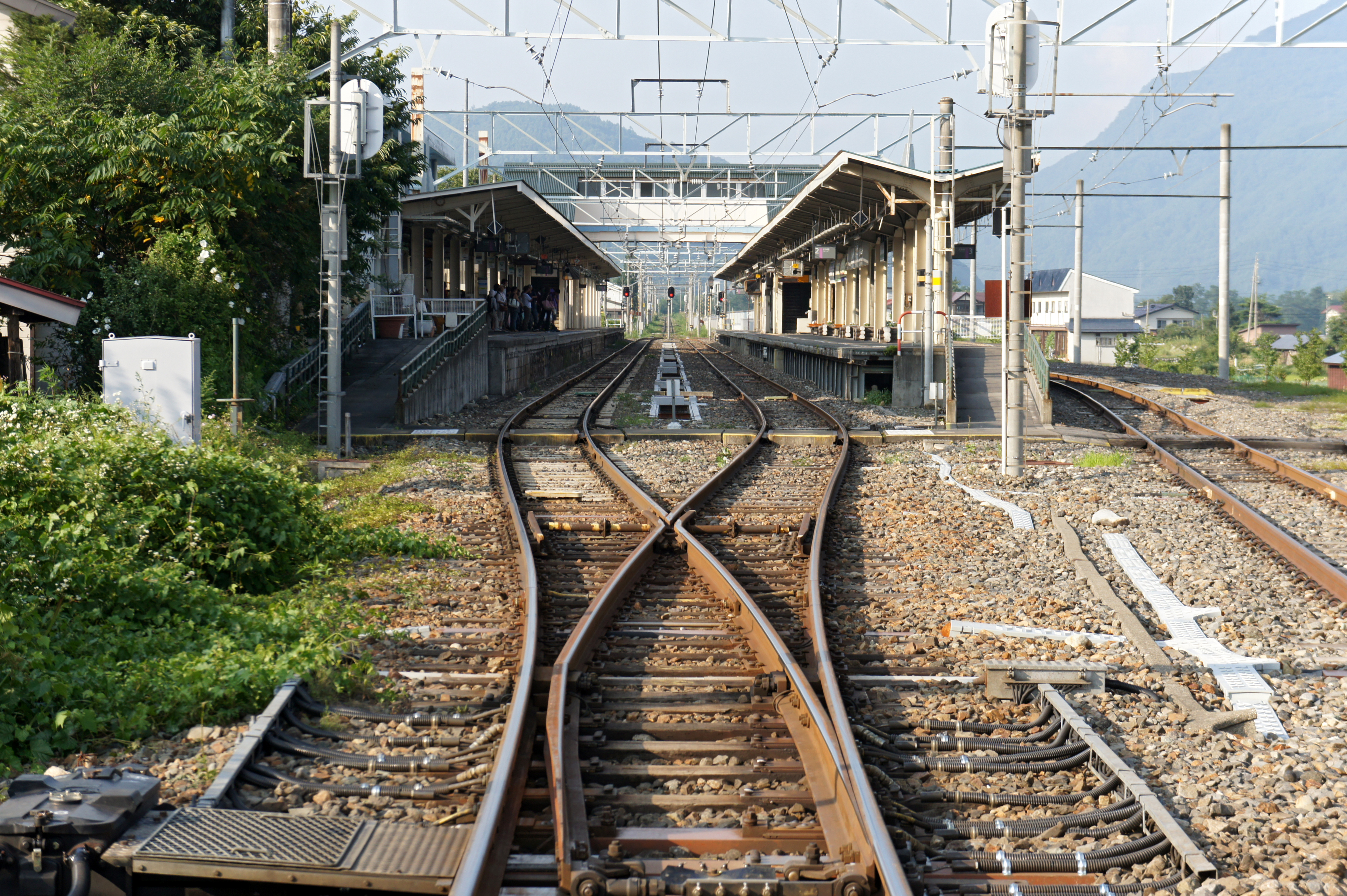
月台（2010年8月）
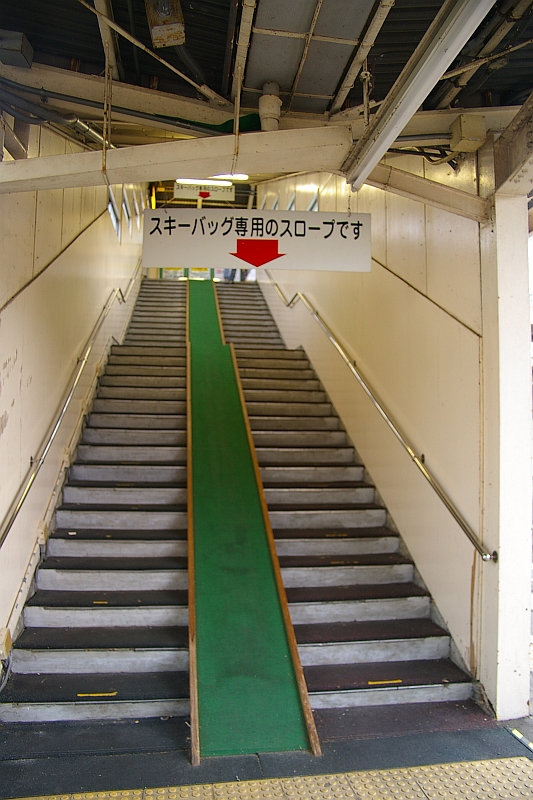
樓梯中央設有斜道，方便滑雪乘客使用（2006年9月）

## 歷史
- 1932年11月20日：國鐵大糸南線 神城站至信濃森上站之間開通，此站啟用。當時車站名為信濃四谷站（日语：／）[2]。為旅客和貨物車站。
- 1959年7月17日：信濃大町站至此站之間電氣化[8]。
- 1968年10月1日：車站改名為白馬站[1]。
- 1970年：在原站房上加建及翻新[9]。
- 1987年4月1日：隨國鐵分割民營化，車站由東日本旅客鐵道（JR東日本）營運[10][11]。
- 1996年12月14日：站房翻新。站房二樓改成為「白馬福克洛羅酒店」並開業[新聞 2]。
- 2006年：「白馬福克洛羅酒店」結業[12]。
- 2014年：

- 11月22日：發生長野縣神城斷層地震，信濃大町站至糸魚川站之間暫停運行。
- 11月25日：信濃大町站至此站之間重開。
- 12月7日：此站至南小谷站之間重開。

- 2020年：

- 11月30日：綠色窗口結業。
- 12月1日：引入對話指定席售票機。

- 2024年6月1日：為方便沿線居民轉乘北陸新幹線及促進大糸線的使用，由糸魚川市、大町市及JR西日本共同安排安排由2024年6月1日至2025年3月31日為止，試行每天以巴士形式加開4班來往本站～糸魚川之間的班次，變相重新直通JR西日本及JR東日本的路段[13][14]。

## 使用狀況
根據JR東日本，2019年度（令和元年度）的1日平均乘車人次為277人。
以下近年乘車人次變化列表：
| 乘車人員變化 | 乘車人員變化     | 乘車人員變化    |
| 年度         | 1日平均 乘車人次 | 參考資料        |
| ------------ | ---------------- | --------------- |
| 2000年       | 611              | [ 利用客数 2 ]  |
| 2001年       | 556              | [ 利用客数 3 ]  |
| 2002年       | 507              | [ 利用客数 4 ]  |
| 2003年       | 479              | [ 利用客数 5 ]  |
| 2004年       | 436              | [ 利用客数 6 ]  |
| 2005年       | 423              | [ 利用客数 7 ]  |
| 2006年       | 408              | [ 利用客数 8 ]  |
| 2007年       | 421              | [ 利用客数 9 ]  |
| 2008年       | 414              | [ 利用客数 10 ] |
| 2009年       | 366              | [ 利用客数 11 ] |
| 2010年       | 331              | [ 利用客数 12 ] |
| 2011年       | 316              | [ 利用客数 13 ] |
| 2012年       | 300              | [ 利用客数 14 ] |
| 2013年       | 302              | [ 利用客数 15 ] |
| 2014年       | 289              | [ 利用客数 16 ] |
| 2015年       | 321              | [ 利用客数 17 ] |
| 2016年       | 322              | [ 利用客数 18 ] |
| 2017年       | 300              | [ 利用客数 19 ] |
| 2018年       | 281              | [ 利用客数 20 ] |
| 2019年       | 277              | [ 利用客数 1 ]  |
| 2020年       | 173              | [ 利用客数 21 ] |
| 2021年       | 197              | [ 利用客数 22 ] |
| 2022年       | 231              | [ 利用客数 23 ] |
| 2023年       | 271              | [ 利用客数 24 ] |

## 車站周邊
車站位於白馬村中心東邊。該處設有圖書館和村公所等公共設施。車站周邊設有商店和酒店。
- 白馬村公所[1]
- 長野縣白馬高等學校（日语：長野県白馬高等学校）[1]
- 姬川（日语：姫川）
- 國道148號（日语：国道148号）
- 國道406號（日语：国道406号）
- Alpico交通白馬營業所
- Snow Peak 陸地站白馬（日语：スノーピーク）

## 巴士路線
Alpico交通設有巴士路線駛入站前迴旋路內。白馬 - 新宿線從Alpico交通白馬營業所出發。
- 高速巴士、特急巴士

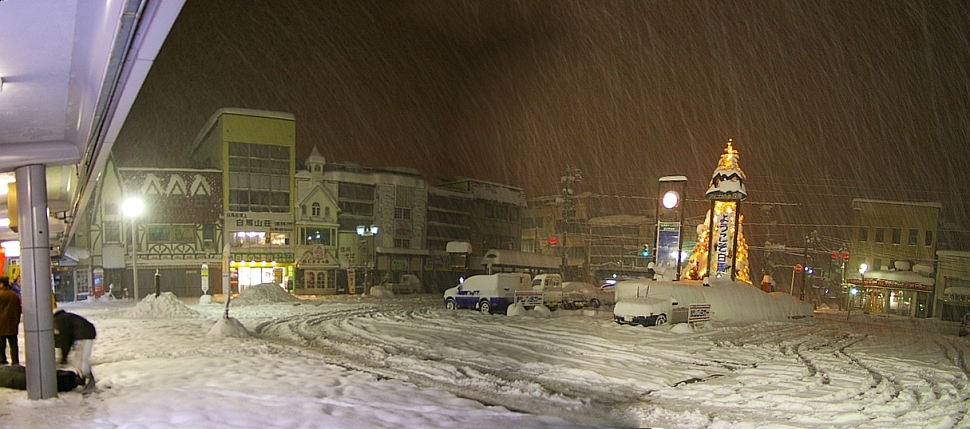
站前迴旋路（2005年12月）

長野、松本（日语：松本バスターミナル）、成田機場、羽田機場方向
- 一般巴士路線
猿倉、栂池高原（日语：栂池高原）方向

## 相鄰車站
東日本旅客鐵道（JR東日本）
■大糸線
- 特急「梓」停車站

快速
神城（15）－白馬（13）－（部分停信濃森上（12））－南小谷（9）
普通
飯森（14）－白馬（13）－信濃森上（12）

### 未成線
※站名是使用當時的車站名稱
善光寺白馬電鐵
善光寺白馬電鐵線
田頭站－信濃四谷

## 注腳

### 新聞
1. ↑  『信濃毎日新聞』1996年12月15日
2. ↑  . 信濃毎日新聞 (信濃毎日新聞社). 1996-12-15: 30（朝刊） （日语）.
3. ↑  “41人けが、全壊34棟 長野北部地震、余震70回に”. 中日新聞 (中日新聞社). (2014年11月24日)
4. ↑  “長靴姿で登校、大糸線が一部再開 県神城断層地震”. 中日新聞 (中日新聞社). (2014年11月26日)
5. ↑  “JR大糸線、全線復旧 15日ぶり、高校生ら歓迎” 信濃毎日新聞 (信濃毎日新聞社). (2014年12月8日)

### 使用狀況
1. 1 2  各駅の乗車人員（2019年度） （页面存档备份，存于）（日語） - 東日本旅客鐵道
2. ↑  各駅の乗車人員（2000年度） （页面存档备份，存于）（日語） - 東日本旅客鐵道
3. ↑  各駅の乗車人員（2001年度） （页面存档备份，存于）（日語） - 東日本旅客鐵道
4. ↑  各駅の乗車人員（2002年度） （页面存档备份，存于）（日語） - 東日本旅客鐵道
5. ↑  各駅の乗車人員（2003年度） （页面存档备份，存于）（日語） - 東日本旅客鐵道
6. ↑  各駅の乗車人員（2004年度） （页面存档备份，存于）（日語） - 東日本旅客鐵道
7. ↑  各駅の乗車人員（2005年度） （页面存档备份，存于）（日語） - 東日本旅客鐵道
8. ↑  各駅の乗車人員（2006年度） （页面存档备份，存于）（日語） - 東日本旅客鐵道
9. ↑  各駅の乗車人員（2007年度） （页面存档备份，存于）（日語） - 東日本旅客鐵道
10. ↑  各駅の乗車人員（2008年度） （页面存档备份，存于）（日語） - 東日本旅客鐵道
11. ↑  各駅の乗車人員（2009年度） （页面存档备份，存于）（日語） - 東日本旅客鐵道
12. ↑  各駅の乗車人員（2010年度） （页面存档备份，存于）（日語） - 東日本旅客鐵道
13. ↑  各駅の乗車人員（2011年度） （页面存档备份，存于）（日語） - 東日本旅客鐵道
14. ↑  各駅の乗車人員（2012年度） （页面存档备份，存于）（日語） - 東日本旅客鐵道
15. ↑  各駅の乗車人員（2013年度） （页面存档备份，存于）（日語） - 東日本旅客鐵道
16. ↑  各駅の乗車人員（2014年度） （页面存档备份，存于）（日語） - 東日本旅客鐵道
17. ↑  各駅の乗車人員（2015年度） （页面存档备份，存于）（日語） - 東日本旅客鐵道
18. ↑  各駅の乗車人員（2016年度） （页面存档备份，存于）（日語） - 東日本旅客鐵道
19. ↑  各駅の乗車人員（2017年度） （页面存档备份，存于）（日語） - 東日本旅客鐵道
20. ↑  各駅の乗車人員（2018年度） （页面存档备份，存于）（日語） - 東日本旅客鐵道
21. ↑  各駅の乗車人員（2020年度） （页面存档备份，存于） - 東日本旅客鉄道
22. ↑  各駅の乗車人員（2021年度） （页面存档备份，存于） - 東日本旅客鉄道
23. ↑  各駅の乗車人員（2022年度） （页面存档备份，存于） - 東日本旅客鉄道
24. ↑  各駅の乗車人員（2023年度） （页面存档备份，存于） - 東日本旅客鉄道

## 外部連結
- 車站資訊（白馬）：東日本旅客鐵道（日語）